# Sierpc
Sierpc (udtale: [ɕɛrpt͡s]) er en by og en kommune (Gmina) der ligger i det østlige, centrale Polen, i den vestlige del af voivodskabet Masovien (Województwo mazowieckie) og har 17.308(2021) indbyggere og et areal på	18,6 km². Den er administrationsby i powiatet (amt) Sierpc.

## Historie
I det 10. århundrede var Sierpc en gord i det tidlige Piast-regerede Polen. Der blev bygget en kirke i 1003. Den ældste kendte omtale af Sierpc stammer fra 1155. I 1322 fik Sierpc stadsrettigheder. Byen var dengang en ejendom tilhørende de katolske biskopper i Płock . Dens navn er af polsk oprindelse og kommer enten fra ordet sierp ("segl") og navnet på floden Sierpienica eller fra de gamle polske fornavne Wszepraw/Siepraw eller Sierpek. I 1509 tildelte den polske konge Sigismund 1. af Polen de lokale tøjfabrikanter et "beskyttende fabrikat", anbragt på en blyforsegling på en stofbund, dette privilegium blev givet til de mest betydningsfulde byer. Administrativt var det beliggende i Płock-voivodskabet i den Storpolske provins i Kongeriget Polen.
I 1793 begyndten tilbagegang for byen, da den blev annekteret af Preussen i Polens anden deling. I 1807 genvundet af polakkerne blev det en del af det kortvarige Hertugdømmet Warszawa, og i 1815 blev det en del af Kongres-Polen, og senere tvangsintegreret i det Russiske Rige. I 1831, efter den mislykkede polske novemberopstand mod Rusland, blev Sierpc ødelagt under militære operationer og en pest, men begyndte langsomt at komme sig. Under januaropstanden, den 8. februar 1863, blev byen erobret af polske oprørere og derefter generobret af russerne.

## Places of interest
- Gotisk-barok i den benediktinske Himmelfartskirke
- Sankt Vitus og Modesta kirke
- Helligåndskirken
- Sankt Stanislaus Kostka kirke